# Kościół Nawrócenia św. Pawła w Safi
Kościół Nawrócenia Świętego Pawła (malt. Il-Knisja ta’ Konverżjoni ta’ San Pawl, ang. Church of the Conversion of Saint Paul), znany lokalnie jako kościół św. Pawła (malt. Il-Knisja ta’ San Pawl, ang. Saint Paul’s Church) – rzymskokatolicki kościół parafialny znajdujący się w miejscowości Safi na Malcie. 

## Historia
Zanim Safi stało się samodzielną parafią 1598, nale |zarchiwizowano = żało do parafii w Bir Miftuħ, będącego dziś częścią parafii Gudja. 13 kwietnia 1598 biskup Tomás Gargallo erygował parafię w Safi i wybrał, spośród pięciu małych kościołów znajdujących się we wsi, kościół św. Pawła na parafialny.
Oryginalny kościół, który powstał przed 1598, był znacznie mniejszy od obecnego. Budowę obecnego kościoła na miejscu pierwotnego rozpoczęto w 1726, ukończono zaś w 1744. Poświęcony został 10 października 1784 przez bpa Vincenzo Labiniego.

## Architektura

### Wygląd zewnętrzny

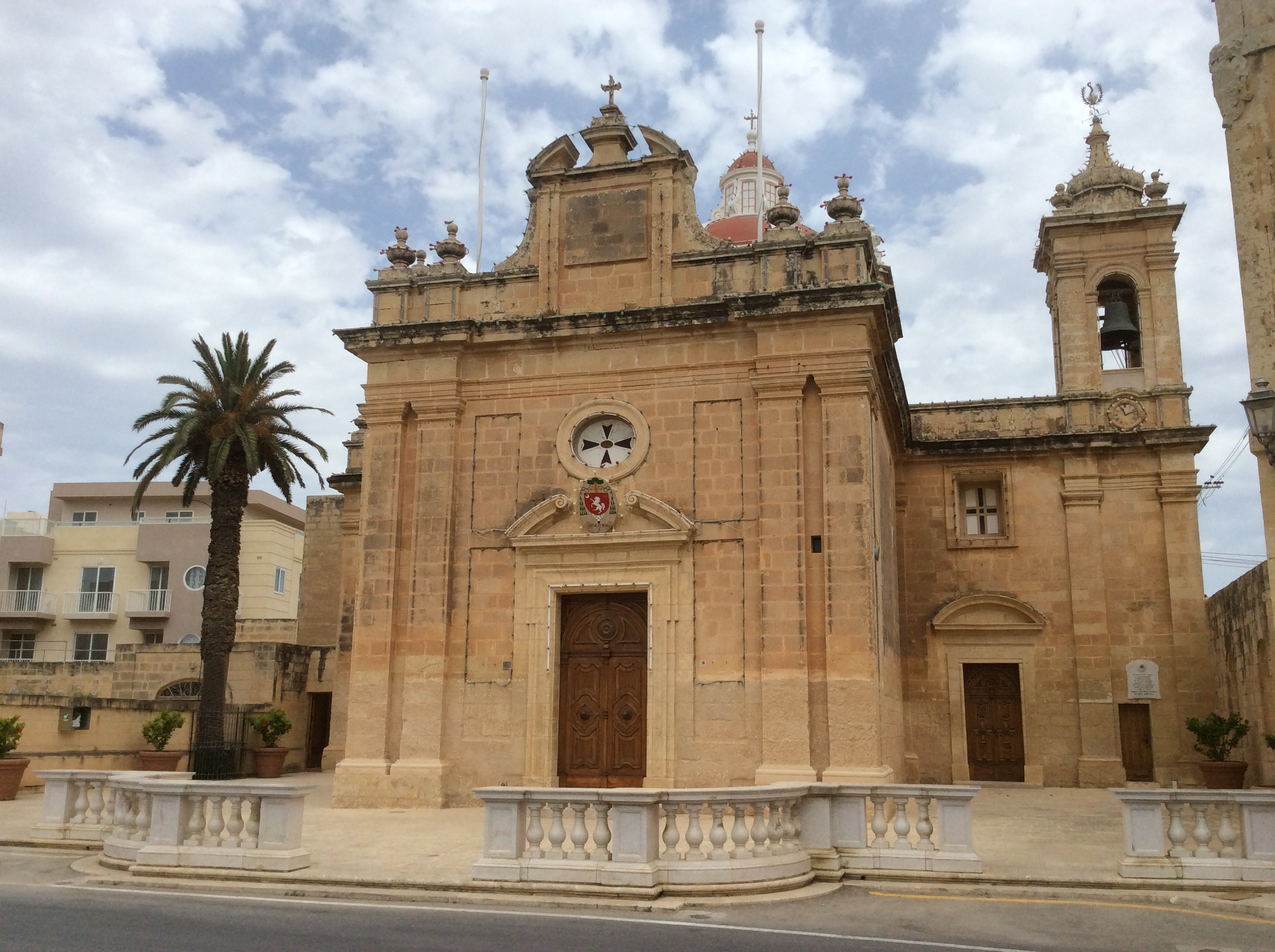
Fasada kościoła i dzwonnica

Kościół zbudowany jest na planie krzyża łacińskiego. Fasadę zdobią pilastry doryckie i fronton. Elewację podwyższono za pomocą niskich cokołów, które podtrzymują ciężar dwóch płaskich pilastrów zdobiących naroża. Na kapitelach cienki pas okrągłej listwy, nad nim puste belkowanie. Górna część fasady zakończona jest wystającym gzymsem, pustą balustradą i zespołem trzech kul po obu stronach. Centralnie umieszczona jest pusta, przypominająca niszę konstrukcja, ozdobiona dwoma wydłużonymi zwojami po bokach i złamanym edykułem u góry. Kościół zwieńcza ośmiokątna kopuła, na prawym ramieniu postawiona jest dzwonnica. Znajdujące się tam obecnie dzwony zostały zainstalowane w 1920; ich wykonawcą jest firma Bartgozzi w Mediolanie. 

### Wnętrze kościoła
W kościele znajduje się siedem ołtarzy:
- ołtarz główny w prezbiterium z obrazem Stefano Erardiego Nawrócenie św. Pawła;
- ołtarz Różańca Świętego w prawej kaplicy transeptu, z obrazem Francesco Zahry;
- ołtarz św. Piotra w tej samej kaplicy;
- ołtarz św. Józefa w lewej kaplicy transeptu;
- ołtarz Narodzenia Najświętszej Maryi Panny (lub św. Michała) w tej samej kaplicy;
- ołtarz Niepokalanego Poczęcia w nawie;
- ołtarz Matki Bożej Łaskawej, również w nawie.

W kopule znajduje się obraz autorstwa Gianniego Velli przedstawiający Dary Ducha Świętego. Ten sam malarz namalował w lunetach czterech ewangelistów.
Po bokach głównych drzwi znajdują się dwie nisze. W jednej z nich znajduje się tytułowa statua św. Pawła (wykonana i ukończona w 1840 przez Xandru Farrugię z Żejtun), w drugiej umieszczona jest figura Matki Boskiej Bolesnej z 1983.

Posadzkę kościoła wyłożono marmurem w latach 1960–62 według projektu Manuela Buhagiara.

Organy, wykonane przez firmę Vincenzo Mascioniego z Cuvio we Włoszech, zostały zainstalowane w kościele w 1924.

## Ochrona dziedzictwa kulturowego
23 września 2013 kościół wpisany został na listę National Inventory of the Cultural Property of the Maltese Islands pod nr. 01883.